# Guerra Goguryeo-Tang
La Guerra Goguryeo-Tang sucedió entre el 645 y el 668, se libró inicialmente entre Goguryeo y la dinastía Tang. Durante el curso de la guerra las dos partes se aliaron con otros estados. La primera década y media de la guerra, ambas partes estuvieron muy igualadas, con Goguryeo defendiéndose con éxito del invasor ejército Tang, en lo que se ha conocido como la primera campaña en la Guerra Goguryeo–Tang. Tras la conquista de Paekche el 660, los ejércitos Tang y de Silla invadieron Goguryeo desde el norte y el sur en el 661, pero se vieron obligados a retirarse un año después. En el 666, Yeon Gaesomun murió y Goguryeo se vio en una violenta disección, numerosas deserciones, y una general desmoralización. La Alianza Tang-Silla realizó una nueva invasión al año siguiente, con la ayuda del desertor Yeon Namsaeng. A finales de 668, agotado por los numerosos ataques y sufriendo un caos político interno, el reino de Goguryeo y los restos del ejército de Baekje sucumbieron a los ejércitos numéricamente superiores de la dinastía Tang y Silla.  La guerra marcó el final del período de los Tres Reinos de Corea que había durado desde el 57 a. C. También se desencadenó la Guerra de Silla-Tang durante la cual Silla y la dinastía de Tang lucharon por el botín de guerra que habían conseguido.

## Inicio
El año 627, Li Shimin (emperador Taizong) sucedió al trono Tang después del incidente de la Puerta de Xuanwu, matando sus dos hermanos -Le Jiancheng y Le Yuanji- y obligando a su padre, Li Yuan (emperador Gaozu de Tang), a abdicar. Poco después, se propuso conquistar Goguryeo. El reino de Silla había hecho numerosas peticiones a la corte Tang para obtener ayuda militar contra Goguryeo, que la corte Tang comenzó a considerar poco después que habían derrotado de manera decisiva las fuerzas de Goguryeo en el 628. Al mismo tiempo, Silla también participó en hostilidades abiertas con Baekje el 642.  Un año antes, el rey Uija había asumido el trono de Baekje. Al año siguiente, el rey Uija atacó Silla y capturó alrededor de 40 puntos estratégicos. Mientras tanto, en ese mismo año, el dictador militar Yeon Gaesomun asumió el trono de Baekje, asesinó a más de 180 aristócratas de Goguryeo y tomó también el trono de Goguryeo. Colocó un «rey títere» en el trono después de matar al anterior rey.

## Curso de la guerra

### Conflicto del 645

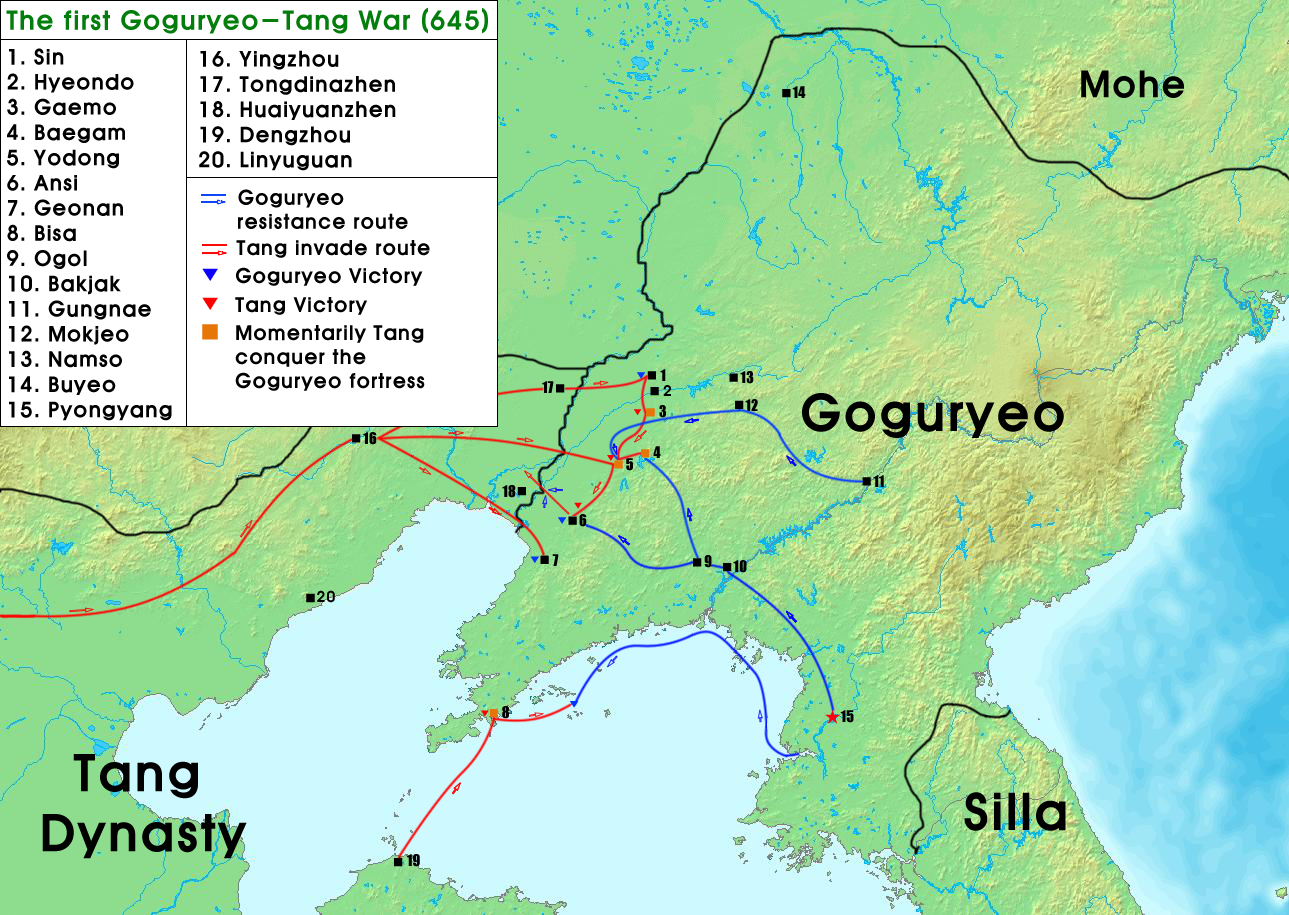
Primera campaña de la Guerra Goguryeo-Tang.

El emperador Taizong utilizó el asesinato de Yeon Gaesomun rey de Goguryeo, como pretexto para su campaña y comenzó los preparativos para formar una fuerza de invasión el 644. El general Li Shiji se puso al mando de un ejército de 60.000 soldados de la dinastía Tang y un número indeterminado de fuerzas tribales, todos ellos se reunirían en Youzhou. El emperador Taizong envió una caballería de 10.000 hombres, la que finalmente pudo unirse al ejército de general Li Shiji durante la expedición. Una flota de 500 barcos también transportó a unos 40.000 soldados reclutados y 3.000 caballeros militares -voluntarios de la élite de Chang'an y Luoyang- a la Península de Liaodong en Corea.
En abril de 645, el ejército del general Li Shiji partió de Yincheng (actual Xiaogan). El 1 de mayo, cruzaron el río Liao en el territorio de Goguryeo, y quince días después, sitiaron Gaimou (Kaemo), que cayó tras únicamente once días, capturando 20.000 personas y confiscando 100.000 shi (6 millones de kilos) de grano.
Posteriormente, el ejército del general Li Shiji avanzó hacia Liaodong (Ryotong). El 7 de junio de 645, aplastaron a un ejército de 40.000 soldados de Koguryo, que habían sido enviados para liberar la ciudad del asedio Tang. Pocos días más tarde, la caballería del emperador Taizong llegó a Liaodong. El 16 de junio, el ejército Tang tomó esta ciudad con proyectiles incendiarios y rompió sus muros defensivos, con el resultado de la caída de la población a las fuerzas de Tang.
El ejército de Tang marchó hacia Baiyan (Paekam) donde llegó el 27 de junio de 645. Sin embargo, los comandantes de Goguryeo entregaron la ciudad al ejército Tang. 8 Posteriormente, el emperador Taizong ordenó que la ciudad no debía ser saqueada y sus ciudadanos no debían ser esclavizados.
El 18 de julio de 645, el ejército Tang llegó a Anshi (Ansi). Un ejército de Goguryeo, incluyendo tropas de Mohe, fueron enviadas a liberar la ciudad. El ejército de Goguryeo con el refuerzo ascendía a 150.000 soldados.  Sin embargo, el emperador Taizong envió el general Li Shiji con 15.000 efectivos para atraer las fuerzas de Goguryeo. Mientras tanto, otra fuerza secreta de Tang flanqueó las tropas enemigas desde atrás. El 20 de julio, ambas partes comenzaron la batalla junto al monte Jupil y el ejército Tang salió victorioso. La mayor parte de las tropas de Goguryeo se dispersaron después de su derrota. Las restantes tropas de Goguryeo huyeron a una colina cercana, pero se rindieron al día siguiente después de un asedio de Tang. Las fuerzas Tang tomaron 36.800 soldados cautivos, de estos prisioneros, se enviaron 3.500 oficiales a China, ejecutaron 3.300 hombres de las tropas de Mohe, y finalmente fueron puestos en libertad el resto de los soldados ordinarios de Goguryeo. Sin embargo, el ejército de Tang no podía entrar en la ciudad de Anshi. Esta ciudad fue defendida por las fuerzas de Yang Manchun. Las tropas Tang atacaban la fortaleza hasta seis o siete veces al día, pero los defensores los rechazaban cada vez.  A medida que transcurrieron los días y semanas, el emperador Taizong consideró abandonar el asedio de Anshi para avanzar más profundamente en Koguryo, pero Anshi se consideró que representaba una amenaza demasiado grande para abandonarla durante la expedición. Tang apostó todo a la construcción de un enorme montículo, pero este fue capturado y mantenido con éxito por los defensores a pesar de tres días de ataques frenéticos por las tropas Tang. Por otra parte, agravada la situación por las condiciones para el ejército Tang debido al clima frío -El invierno se acercaba- y a las disposiciones decrecientes, el emperador Taizong se vio obligado a ordenar una retirada el 13 de octubre. La retirada de Taizong fue difícil y muchos de sus soldados murieron. El mismo emperador Taizong tuvo que atender las lesiones de los generales Qibi Helio y Ashina Simo, que fueron heridos durante la campaña contra Goguryeo.

### Conflicto entre 654-668 y la caída de Goguryeo
Tras la muerte del emperador Taizong el 649, la conquista de Goguryeo y la rivalidad personal con Yeon Gaesomun se convirtieron en una obsesión con el emperador Gaozu de Tang. Bajo el reinado de Gaozu, la dinastía Tang formó una alianza militar con el reino de Silla. Cuando Goguryeo y Baekje atacaron Silla desde el norte y el oeste, respectivamente, la reina Seondeok de Silla envió un emisario al imperio Tang para solicitar ayuda militar. El 650, el emperador Gaozu recibió un poema, escrito por la reina Seondeok, desde el emisario el príncipe Kim Chunchu -que más tarde subió al trono como el rey Muyeol de Silla-. En 653, Baekje se alió con Yamato Wa. Aunque Baekje se había aliado con Goguryeo, el río Han separa los dos estados y era un obstáculo para ir en ayuda de unos a otros en tiempos de guerra. El rey Muyeol asumió el trono de Silla el 654. [16] Entre el 655 al 659, la frontera de Silla fue acosado por Baekje y Goguryeo; por tanto, Silla solicitó la ayuda de la dinastía Tang. El 658, el emperador Gaozu envió un ejército para atacar Goguryeo, pero fue incapaz de superar las defensas incondicionales de Goguryeo. El rey Muyeol sugirió a Tang hacer la alianza Tang-Silla, primero por conquistar Baekje, rompiendo la alianza Goguryeo-Baekje, y después para atacar Goguryeo.
El imperio Tang y el reino de Silla, en el año 660 enviaron sus ejércitos aliados para conquistar Baekje. La capital de Baekje, Sabi cayó ante las fuerzas de Tang y Silla.  Baekje fue conquistado el 18 de julio de 660, cuando el rey Uija de Baekje se rindió a Ungjin (actual Gongju). El ejército Tang hizo prisioneros al rey, al príncipe de la corona, a 93 oficiales y 20.000 soldados. El rey y su hijo el príncipe fueron enviados como rehenes al imperio Tang. El imperio Tang anexionó el territorio y estableció cinco administraciones militares para controlar la región en lugar de Silla, que dolorosamente aceptó. En un esfuerzo final, el general Gwisil Boks encabezó la resistencia contra la ocupación de Tang-Baekje. Se solicitó la ayuda militar de sus aliados Yamato. La flota de Tang, que comprendía 170 barcos, avanzó hacia Chuyu y rodeó la ciudad junto al río Baekgang. Cuando la flota de Yamato contactó con la de Tang, por este punto, fueron atacados y destruidos. En el año 663, la resistencia y las fuerzas de Baekje y de Yamato fueron destruidas por las fuerzas de Tang y Silla en la Batalla de Baekgang. Posteriormente, el príncipe Buyeo Pung de y el resto de sus hombres huyeron a Goguryeo.
Tras la conquista de Baekje el 660, las fuerzas de Tang y Silla planearon invadir Goguryeo. Al año siguiente las fuerzas de Tang salieron hacia Goguryeo. A medida que el ejército de Tang avanzaba con 350.000 soldados, se solicitó al reino de Silla para proporcionar suministros solamente durante esta expedición. En 662, Yeon Gaesomun derrotó al General Pang Xiaotai en la Batalla de Sasu. El ejército Tang sitió Pionyang, la capital de Goguryeo, durante algunos meses, hasta febrero del 662, cuando tuvo que retirarse de la campaña debido a las duras condiciones del invierno, y la derrota de su fuerza subsidiaria.
El dictador de Goguryeo, Yeon Gaesomun murió el año 666 y se desencadenó una lucha interna entre sus hijos por el poder. El reino de Goguryeo se convirtió en un caos y además debilitado por la lucha para la sucesión. La muerte de Yeon Gaesomun abrió el camino para una nueva invasión por parte de Tang y Silla en 667, esta vez ayudado por el hijo mayor de Yeon Gaesomun. La disensión violenta como resultado de la muerte del dictador demostró ser la principal razón para el triunfo de Tang-Silla, gracias a la división, las deserciones, y la desmoralización generalizada que causó. La alianza con el reino de Silla también demostró ser muy valiosa, gracias a la capacidad de poder atacar Goguryeo desde direcciones opuestas, y la ayuda militar y logística de Silla. En 668, ambas fuerzas sitiaron y conquistaron Pionyang, lo que consiguió la conquista final de Goguryeo. Más de 200.000 prisioneros se hicieron por parte de las fuerzas de Tang y fueron enviados a Chang'an.

## Consecuencias
El gobierno Tang estableció, en 669, el Protectorado general para pacificar el este y para controlar los antiguos territorios de Goguryeo. Una administración subordinada estaba a Baekje. Al final de la guerra, el imperio Tang habían tomado el control sobre los antiguos territorios de Baekje y Goguryeo y trató de hacer valer su dominio sobre Silla. Gran parte de la península de Corea fue ocupada por las fuerzas de Tang durante una década.
La ocupación Tang de la península de Corea demostró ser logísticamente difícil debido a la escasez de suministros, que Silla solía proporcionar previamente. Por otra parte, el emperador Gaozu de Tang estaba enfermo, por lo que la emperatriz Wu tomó una política pacifista, y el imperio Tang estaba desviando sus recursos hacia otras prioridades. Esta situación favoreció en Silla, porque pronto tuvo la fuerza para resistir la imposición del dominio chino sobre toda la península. La guerra era inminente entre Silla y Tang.